# Hansell Arauz
Hansell Arauz (9 agosto 1989) è un calciatore costaricano, attaccante del San Carlos FC.

## Carriera

### Nazionale
Ha partecipato alla Copa América 2011.